# Vishweshwar Hegde Kageri
Vishweshwar Hegde Kageri (kannada: ವಿಶ್ವೇಶ್ವರ ಹೆಗಡೆ ಕಾಗೇರಿ; ur. 10 lipca lub 10 sierpnia 1961) – indyjski polityk.
Urodził się w Sirsi, w rodzinie rolniczej. Ukończył Karnataka College Dharwad, następnie zaś Law College Sirsi. Od 1990 działa w strukturach Indyjskiej Partii Ludowej w Karnatace (pełnił między innymi funkcje sekretarza, sekretarza generalnego i wiceprzewodniczącego). W 1994 został po raz pierwszy wybrany do Zgromadzenia Ustawodawczego stanu. Reelekcję uzyskiwał w 1999, 2004 oraz 2008 (początkowo reprezentował okręg Ankola, później Sirsi). Od czerwca do września 2007 był parlamentarnym sekretarzem stanowego premiera. Od 30 maja 2008 jest ministrem edukacji Karnataki.
Żonaty (od 1991), ma trzy córki.